# Mount Rainier National Historic Landmark District
Pour les articles homonymes, voir Parc national du mont Rainier.
Le Mount Rainier National Historic Landmark District – ou simplement Mount Rainier National Park – est un district historique américain dans les comtés de Lewis et Pierce, dans l'État de Washington. Protégé au sein du parc national du mont Rainier, ce district est inscrit au Registre national des lieux historiques et classé National Historic Landmark depuis le 18 février 1997. Il embrasse des biens dans tout le parc, dont un certain nombre qui emploient le style rustique du National Park Service.

## Principales propriétés contributrices

### Bâtiments
- CB9. Longmire Library

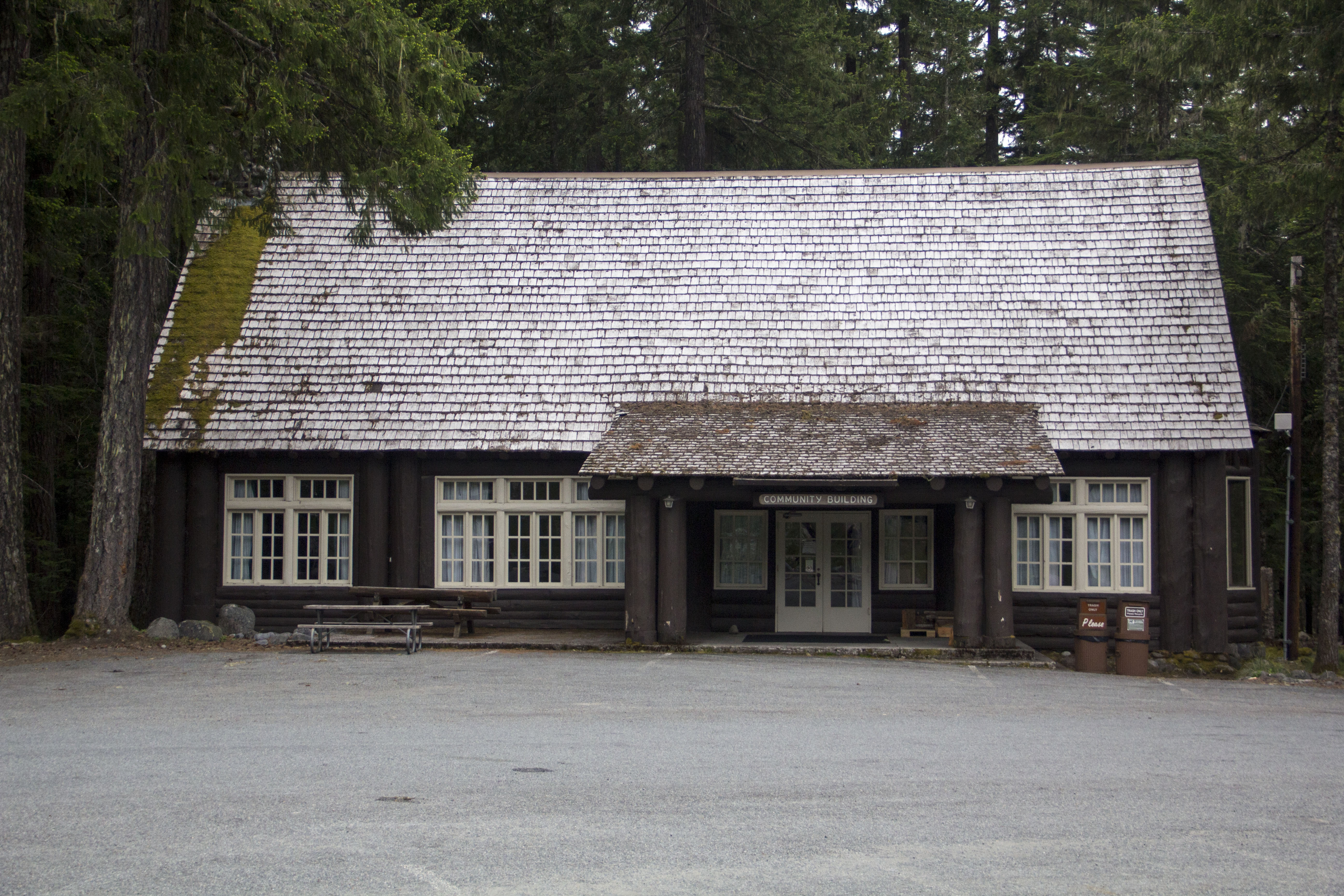
Le Longmire Community Building (CB14).

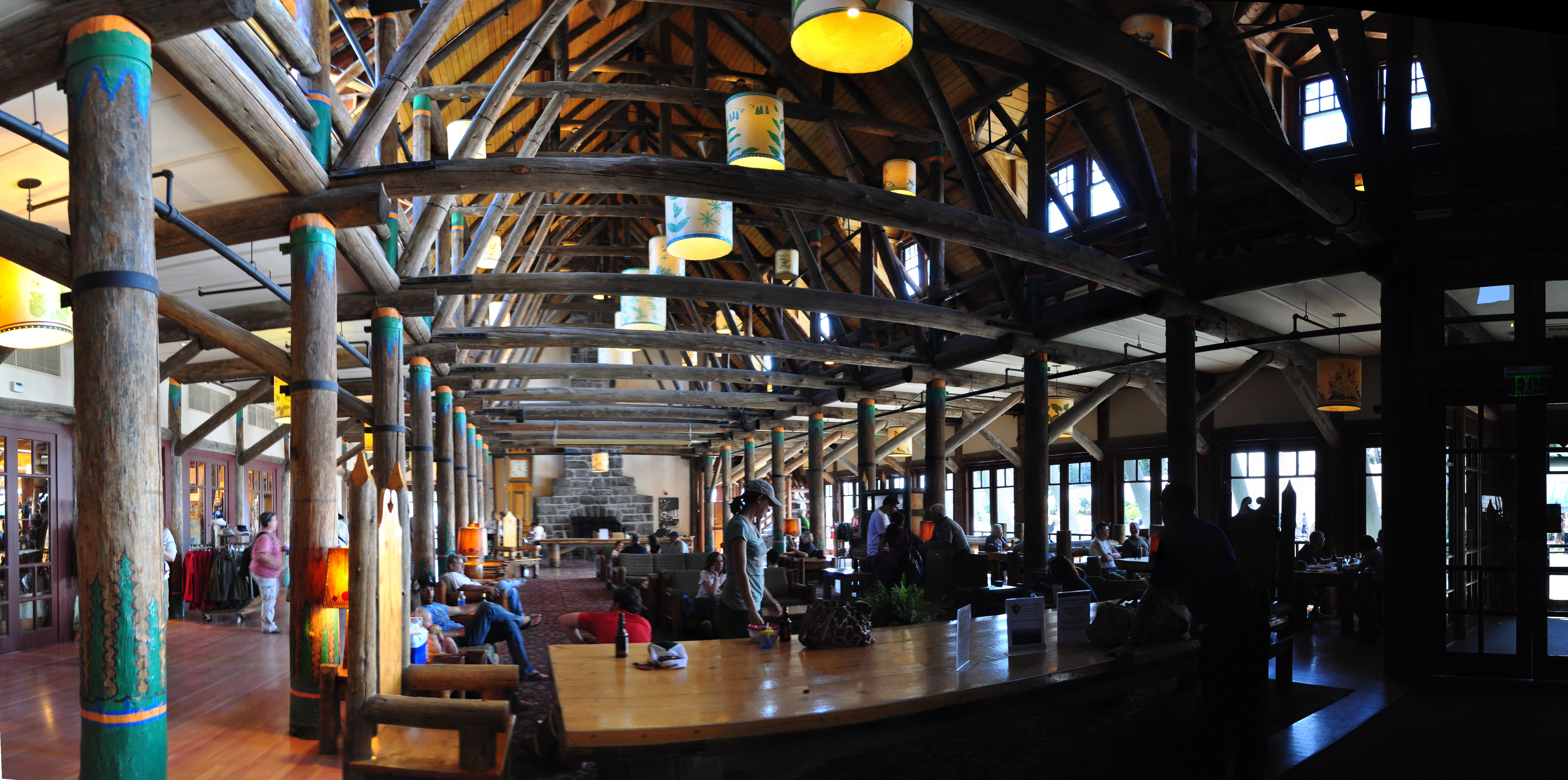
Le Paradise Inn (CB68).

- CB11. Longmire Administration Building
- CB12. Longmire Museum
- CB14. Longmire Community Building
- CB60. Longmire Campground Comfort Station No. L-302
- CB61. Longmire Campground Comfort Station No. L-303
- CB63. Longmire General Store
- CB64. National Park Inn
- CB65. Longmire Service Station
- CB65. Paradise Ranger Station
- CB68. Paradise Inn
- CB70. Paradise Guide House
- CB73. Sunrise Visitor Center
- CB74. Sunrise Comfort Station
- CB75. Sunrise Service Station
- CB76. Sunrise Lodge
- CB83. White River Mess Hall and Dormitory
- CB84. Narada Falls Comfort Station
- CB85. White River Patrol Cabin
- CB86. Indian Henry's Patrol Cabin
- CB87. Huckleberry Creek Patrol Cabin
- CB88. Abri Indian Bar Trail
- CB89. Abri Summerland Trail
- CB90. Ipsut Creek Patrol Cabin
- CB91. Mowich Lake Patrol Cabin
- CB93. Sunset Park Patrol Cabin
- CB95. St. Andrews Patrol Cabin
- CB96. Three Lakes Patrol Cabin
- CB97. Lake George Patrol Cabin

### Structures
- CS2. Pont des Chutes Christine

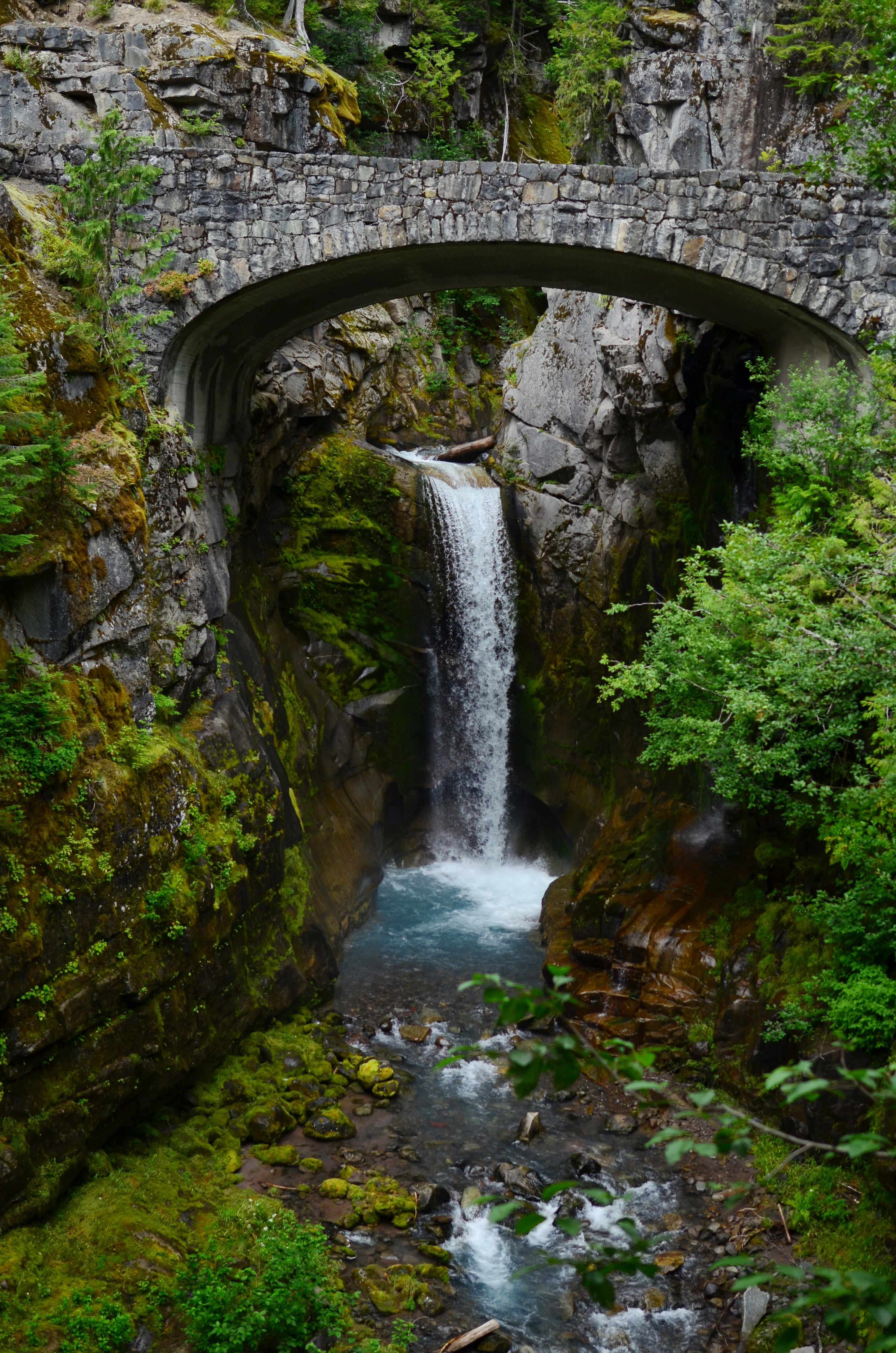
Le pont des Chutes Christine (CS2).

- CS5. Paradise River Fourth Crossing Bridge
- CS6. Edith Creek Bridge
- CS8. South Puyallup River Bridge
- CS9. St. Andrews Creek Bridge
- CS10. Stevens Canyon Road
- CS12. Stevens Creek Bridge
- CS13. Stevens Canyon Tunnel
- CS15. Nickel Creek Bridge
- CS18. Deer Creek Bridge
- CS21. Chinook Pass Entrance Arch
- CS22. Sunrise Road
- CS23. Dry Creek Bridge
- CS24. Klickitat Creek Bridge
- CS25. Fryingpan Creek Bridge
- CS26. White River Bridge
- CS29. Wonderland Trail
- CS39. Longmire Suspension Bridge
- CS44. Edith Creek Chlorination House
- CS54. Pont des Chutes Narada
- CS57. Gobbler's Knob Fire Lookout
- CS58. Mount Fremont Fire Lookout
- CS59. Shriner Peak Fire Lookout
- CS60. Tolmie Peak Fire Lookout